# Bengt Malmsten
Bengt Gunnar Malmsten (* 20. März 1922 in Borlänge; † 20. Dezember 1996 in Stockholm) war ein schwedischer Eisschnellläufer.

## Werdegang
Malmsten, der für den Södermalms IK startete, wurde im Jahr 1942 schwedischer Juniorenmeister im Mehrkampf und startete international erstmals in der Saison 1946/47. Dabei kam er bei der Mehrkampfeuropameisterschaft 1947 in Stockholm auf den siebten Platz im Kleinen Vierkampf und bei der Mehrkampf-Weltmeisterschaft 1947 in Oslo auf den 24. Rang im Großen Vierkampf. Bei seiner ersten Teilnahme an Olympischen Winterspielen im Februar 1952 in Oslo lief er auf den 31. Platz über 500 m. In den folgenden Jahren belegte er bei der Mehrkampfeuropameisterschaft 1954 in Davos den 25. Platz und bei der Mehrkampf-Weltmeisterschaft 1955 in Moskau den 32. Rang im Großen Vierkampf. Letztmals international startete er bei den Olympischen Winterspielen 1956 in Cortina d’Ampezzo, wobei er den 17. Platz über 1500 m und den siebten Platz über 500 m errang.

## Erfolge

### Olympische Spiele
- 1952 Oslo: 31. Platz 500 m
- 1956 Cortina d’Ampezzo: 7. Platz 500 m, 17. Platz 1500 m

### Mehrkampf-Weltmeisterschaften
- 1947 Oslo: 24. Platz Großer Vierkampf
- 1955 Moskau: 32. Platz Großer Vierkampf

### Mehrkampf-Europameisterschaften
- 1947 Stockholm: 7. Platz Kleiner Vierkampf
- 1954 Davos: 25. Platz Großer Vierkampf

## Persönliche Bestleistungen
| Disziplin | Zeit        | Datum            | Ort         |
| --------- | ----------- | ---------------- | ----------- |
| 500 m     | 41,9 s      | 28. Januar 1956  | Misurinasee |
| 1000 m    | 1:28,6 min  | 22. Januar 1956  | Misurinasee |
| 1500 m    | 2:14,6 min  | 30. Januar 1956  | Misurinasee |
| 3000 m    | 5:03,6 min  | 4. Januar 1947   | Hamar       |
| 5000 m    | 8:46,7 min  | 22. Februar 1947 | Trondheim   |
| 10.000 m  | 18:27,9 min | 1. Februar 1947  | Oslo        |